# Федеральна законодавча рада (Малайя)
Федеральна законодавча рада (також відома просто як Законодавча рада) — колишній законодавчий орган Малайської Федерації та попередник парламенту Малайзії. Вона була утворена у 1948 році після скасування Малайського Союзу та утворення Федерації, як частина обіцянки Сполученого Королівства надати самоврядування малайцям. Рада зібралася в Куала-Лумпурі.
Рада складалася з представників малайської, китайської та індійської громад. Спочатку всі представники були призначені британським Верховним комісаром Малайї.
У 1955 році вперше відбулися загальні вибори. Боротьба відбувалась за 52 місця, причому партія більшості отримала право призначити ще сім. На виборах Партія Альянсу боролася за всі 52 місця та отримала 51, тоді як Панмалайська ісламська партія отримала решту місць. Після виборів Раджа Уда Раджа Мухаммад був обраний спікером Ради, подібно до нинішнього спікера Деван Рак'ят .
15 серпня 1957 року Федеральна законодавча рада прийняла Конституцію Малайї (пізніше — Конституцію Малайзії ). Малайя отримала незалежність 31 серпня 1957 року. Федеральна законодавча рада продовжувала засідати як законодавчий орган нової країни, доки її не було розпущено на виборах 1959 року, на яких було обрано новий парламент.

## Дивитися також
- Парламент Малайзії